# رئیس هیئت مدیره (فیلم)
«رئیس هیئت مدیره» (انگلیسی: Chairman of the Board (film)) یک فیلم است که در سال ۱۹۹۸ منتشر شد. از بازیگران آن می‌توان به کاروت تاپ، کورتنی تورن-اسمیت، لری میلر، و راکوئل ولش اشاره کرد.